# Mesostalita
Genre
Mesostalita est un genre d'araignées aranéomorphes de la famille des Dysderidae.

## Distribution
Les espèces de ce genre se rencontrent en Italie, en Slovénie, en Croatie et en Bosnie-Herzégovine.

## Liste des espèces
Selon World Spider Catalog (version 15.0, 2014) :
- Mesostalita comottii (Gasparo, 1999)
- Mesostalita kratochvili Deeleman-Reinhold, 1971
- Mesostalita nocturna (Roewer, 1931)

## Publication originale
- Deeleman-Reinhold, 1971 : Beitrag zur Kenntnis höhlenbewohnender Dysderidae (Araneida) aus Jugoslawien. Razprave slovenska akademija znanosti in umetnosti, vol. 14, p. 95-120.